# ムウナ・フェトゥ
ムウナ・フェトゥ（Mouna Fettou; 1970年11月28日 - ）は、モロッコの女優で、数多くの映画、演劇、テレビショーに出演している。 出演した映画で有名なのは、『妻の夫を探して』（1995年）、『女性…そして女性』（1997年）、『ブナット・ラーマ (Bnat Rahma)』（2008年）、そして『ブナット・エル・アサス (Bnat el Asass)』シリーズ（2021年）である。彼女はメディ1テレビのテレビショー『ジャリ・ヤ・ジャリ (Jari Ya Jari )』の司会をしている。
彼女は30年間にわたる演技活動に対し、2019年のマラケシュ国際映画祭で特別表彰を受けた。
ムウナ・フェトゥは1988年から1990年まで、国立ムハンマド五世劇場のプロの演劇ワークショップに参加し、演劇デビューをした。
彼女は1998年3月6日にラバトで映画監督のサアド・クライビと結婚し、息子が一人生まれた。しかし彼らは2005年に離婚した。